# 南三咲
南三咲（みなみみさき）は、千葉県船橋市の町名。現行行政地名は南三咲一丁目から四丁目。郵便番号は274-0813。

## 地理
船橋市の中央部に位置する。農地が目立つが、宅地化が進行している。

### 隣接町名
- 二和東（北）
- 三咲（北東）
- 大穴南（北東）
- 三咲町（東）
- 高根台（南東）
- 新高根（南）
- 金杉（西）

## 歴史
かつては三咲村の一部であった。

### 沿革
- 1982年 - 三咲町の一部から南三咲一丁目から四丁目が成立。

## 世帯数と人口
2017年（平成29年）11月1日現在の世帯数と人口は以下の通りである。
| 丁目         | 世帯数    | 人口    |
| ------------ | --------- | ------- |
| 南三咲一丁目 | 697世帯   | 1,617人 |
| 南三咲二丁目 | 603世帯   | 1,407人 |
| 南三咲三丁目 | 1,173世帯 | 2,500人 |
| 南三咲四丁目 | 439世帯   | 1,178人 |
| 計           | 2,912世帯 | 6,702人 |

## 小・中学校の学区
市立小・中学校に通う場合、学区は以下の通りとなる。
| 丁目         | 番地             | 小学校                                                                             | 中学校                                                |
| ------------ | ---------------- | ---------------------------------------------------------------------------------- | ----------------------------------------------------- |
| 南三咲一丁目 | 1～19番 31～36番 | 船橋市立金杉小学校                                                                 | 船橋市立御滝中学校                                    |
| 南三咲一丁目 | 20～30番         | 船橋市立二和小学校 船橋市立金杉小学校 ※どちらか選択                                | 船橋市立御滝中学校                                    |
| 南三咲二丁目 | 全域             | 船橋市立二和小学校                                                                 | 船橋市立御滝中学校                                    |
| 南三咲三丁目 | 1～22番          | 船橋市立二和小学校                                                                 | 船橋市立御滝中学校                                    |
| 南三咲三丁目 | 23～30番         | 船橋市立大穴小学校                                                                 | 船橋市立大穴中学校                                    |
| 南三咲四丁目 | 11～18番         | 船橋市立大穴小学校                                                                 | 船橋市立大穴中学校                                    |
| 南三咲四丁目 | 1～7番 22～25番  | 船橋市立高根台第三小学校                                                           | 船橋市立高根台中学校                                  |
| 南三咲四丁目 | 8～10番 19～21番 | 船橋市立高根台第三小学校 船橋市立高根台第二小学校 船橋市立大穴小学校 ※どちらか選択 | 船橋市立高根台中学校 船橋市立大穴中学校 ※どちらか選択 |

## 交通

### 鉄道
地区内には京成電鉄松戸線の滝不動駅がある。

### 道路
- 千葉県道288号夏見小室線

### 施設
- 御滝グリーンゴルフ（一丁目）
- 養護老人ホーム南三咲（三丁目）
- 滝不動病院（四丁目）